# Resultados do Carnaval de Campo Grande em 2019
Esta é a lista dos Resultados do Carnaval de Campo Grande em 2009.

## Escolas de samba
| Grupo Especial | Grupo Especial                   | Grupo Especial | Grupo Especial |
| Colocação      | Escola                           | Pontos         | Ref.           |
| -------------- | -------------------------------- | -------------- | -------------- |
| 1º             | Vila Carvalho                    | 259,3          | [ 1 ]          |
| 2º             | Deixa Falar                      | 258,8          | [ 1 ]          |
| 3º             | Igrejinha                        | 256            | [ 1 ]          |
| 3º             | Catedráticos do Samba            | 242,8          | [ 1 ]          |
| 4º             | Cinderela Tradição do José Abrão | 241,2          | [ 1 ]          |
| 5º             | Unidos do Cruzeiro               | 241,2          | [ 1 ]          |
| 6º             | Aero Rancho                      | 224,2          | [ 1 ]          |
| 7º             | Unidos do São Francisco          | 213,2          | [ 1 ]          |